# El Uach
El Uach (in somalo Ceelwaaq), è una città della Somalia situata nella regione di Ghedo al confine con il Kenya che divide in due la città. È capoluogo della provincia omonima. 

Durante la Seconda guerra mondiale,  fu teatro di una precipitosa ritirata delle truppe italiane al comando del Generale Gustavo Pesenti.